# Búvár-tó (Szeged)
A Búvár-tó egy mesterséges tó Szeged belterületén, mely a 20. század kezdetén még a város legnagyobb kiterjedésű tava volt.

## Története
A Búvár tó Szegeden, a Kossuth Lajos sugárút északi végénél, a Rókusi körút és Szeged-Rókus vasútállomás által közrezárt területen fekszik. Eredetileg természetes eredetű képződmény lehet, azonban a szegedi nagy árvíz után kezdődött nagyszabású beavatkozások teljesen mesterséges tóvá formálták. Nevének eredete ismeretlen.
A tó környékén az 1780 körül elvégzett első katonai fölmérés több apró állóvizet is megjelöl. Ezek a természetes eredetű tavacskák hasonlóak lehettek a Kiskunságon felbukkanó számtalan sekély tóhoz. A második katonai felmérés térképein már egy északnyugat-délkelet irányban elnyúló, 300 méter széles és 600 méter hosszú víz jelenik meg, amelyben még egy apró sziget is megtalálható. Ezen térképeken a Búvár-tó földrajzi névként még nem jelenik meg, a 19. században készült felmérés szelvényein a jócskán megnövekedett vízfelületet megmagyarázó "téglavető" kifejezés szerepel. Vélhetően ekkor a tó még egybefüggő vízfelületet alkotott a ma a békéscsabai vasútvonal töltésének túloldalán fekvő Sintér-tóval. A tavat a Nagyvárad-Fiume vasútvonal építésekor vághatták ketté, később a két részre szakadt tavat a rókusi teherpályaudvar és a Körtöltés építésekor még jobban feltöltötték. A Búvár-tó néven emlegetett déli rész még így is a Körtöltésen belüli Szeged legnagyobb tava volt. Kovács János 1901-ben Szegedről írt művében egy 10 hektárt meghaladó szabad vízfelületű tóról írt, amelyet minden évben lehalásznak.
Az 1980-as évek elején a tó teljes betemetésével számoltak, helyén a létrehozandó Szeged-Rókus intermodális terminál buszpályaudvarát szándékoztak felépíteni. E buszpályaudvar nem valósult meg, de a vízfelületet így is jelentős veszteségek érték. Az 1990-es évek végén a szegedi közgyűlés a tulajdonában lévő tavat egy izraeli cégnek adta el, amely a meder majd felét bontási törmelékkel töltötte fel és a tó helyén egy bevásárlóközpontot építtetett. A pláza többször is próbálkozott a megmaradt tó hasznosításával: 2006-ban vízi szabadidőközpontot terveztek kialakítani, 2011-ben a tó partján futó sétányt újíttatták fel, mellette játszóterek és szabadidősportot szolgáló létesítményeket hoztak létre.
A város által körbevett tó körüli nádasban számos madár él, vonulási időszakban pedig a vándorló fajok is föltűnnek. 2011-ben 63 különböző madárfaj egyedeit számolták össze a tónál. A bevásárlóközpont vendégei rendszeresen etetik a madarakat, így a területen jelentős a tőkés réce és a vízityúk állománya.